# Allium sabulosum
Allium sabulosum är en amaryllisväxtart som beskrevs av Christian von Steven och Aleksandr Andrejevitj Bunge. Allium sabulosum ingår i släktet lökar, och familjen amaryllisväxter. Inga underarter finns listade i Catalogue of Life.